# Auric Goldfinger
Auric Goldfinger is een personage uit de James Bondroman Goldfinger en de verfilming ervan. In de film werd hij vertolkt door de Duitse acteur Gert Fröbe.

## Roman
Auric Goldfinger werd in 1917 geboren en emigreerde op zijn twintigste vanuit Riga, Letland naar het Verenigd Koninkrijk. Wanneer Bond hem voor het eerst ontmoet is hij 42 jaar. Woonachtig in Nassau, met een Britse nationaliteit, is hij de rijkste man van Engeland, maar zijn geld staat niet op Engelse banken: het is in goud verspreid over zo veel mogelijk landen. Hij is bezeten van goud en gaat hier zo ver in dat hij de vrouwen met wie hij naar bed gaat zelfs goud verft (op hun ruggengraat na)!
Bond ontmoet hem voor het eerst in Miami, wanneer een oude bekende, Junius Du Pont, Bond vertelt dat hij vermoedt dat Goldfinger valsspeelt met canasta. Bond krijgt door wat er mis is, en met een camera en pistool breekt hij in in Goldfingers hotelkamer. In de kamer zit Jill Masterton, die vanaf het balkon in Du Ponts kaarten kijkt en Goldfinger alles doorgeeft via zijn valse gehoorapparaat. Bond neemt haar microfoon en zegt Goldfinger foto's te hebben om op te sturen naar de FBI en Scotland Yard, en dwingt Goldfinger hiermee alles terug te betalen aan Du Pont. Bovendien eist Bond een reservering in de trein naar New York (met champagne en kaviaar) en neemt hij Jill mee als "gijzelaar".
Terug in Londen blijkt bij nader onderzoek dat Goldfinger mogelijk een goudsmokkelaar is, in dienst van SMERSH. Bond wordt door M eropuit gestuurd om contact te maken met Goldfinger, in de hoop informatie te winnen. Samen spelen ze een spelletje golf voor geld, maar Goldfinger speelt opnieuw vals door zijn golfbal te verwisselen. Bond steekt stiekem weer een stok in zijn wiel door de bal terug te verwisselen zodat Goldfinger verliest. Na afloop krijgt hij een uitnodiging voor een diner in Goldfingers villa. Bij Bonds aankomst moet Goldfinger zogenaamd even weg, waarop Bond gaat onderzoeken. Goldfinger stelt Bond voor aan zijn Koreaanse butler Oddjob, die enorm sterk is en een bolhoed met stalen rand als wapen gebruikt. Bond volgt Goldfinger naar Zwitserland en ontdekt dat de schurk veel goud in zijn auto smokkelt.

### Operatie "Grand Slam"
Goldfingers operatie "Grand Slam" is een plan om de goudvoorraad uit Fort Knox te stelen. Door het water van Fort Knox te vergiftigen zullen hij en zijn handlangers van verschillende Amerikaanse bendes vrije toegang krijgen. Een nucleaire bom zal hem toegang tot de kluis verschaffen en tot 15 miljard dollar. Bond weet echter een boodschap achter te laten op een toilet zodat Felix Leiter de autoriteiten op de hoogte kan stellen. De operatie mislukt maar Goldfinger ontsnapt.

### Ondergang
Goldfinger en Oddjob besluiten Bond voor SMERSH mee te nemen naar de Sovjet-Unie en verdoven hem en de medepassagiers in het vliegtuig. Ze kapen het vliegtuig en laden zijn goud erin. Bond breekt echter het raam met een mes, waardoor de luchtdruk wegvalt: Oddjob wordt naar buiten gezogen en Bond wurgt zijn vijand.

## Film
Het verhaal van de film lijkt in grote lijnen op het boek, met wat kleine verschillen. Zo ontdekt Bond het lijk van Jill Masterson zelf, terwijl hij er in het boek pas later van hoort. Du Pont komt in de film niet voor. Goldfinger wordt in de film betaald door Volksrepubliek China en wil de goudvoorraad vernietigen zodat zijn eigen goud meer waard wordt. De bewakers worden met een zenuwgas uitgeschakeld. Oddjob sterft in de film al in Fort Knox, en Goldfinger wordt in de kaping naar buiten gezogen.

## Handlangers
- Oddjob
- Pussy Galore en Pussy Galore's flying circus

## Trivia
- Schrijver Ian Fleming vernoemde hem naar de architect Ernő Goldfinger, wiens bouwwerken Fleming bepaald niet aanspraken. De architect was op zijn beurt helemaal niet te spreken over het gebruik van zijn naam en dreigde zelfs met een rechtszaak.
- Het personage Goldfinger staat op de 49e plaats bij de 50 beste schurken.
- Goldfinger is een typische Duits-Joodse naam, maar hier wordt in het verhaal geen aandacht aan geschonken. Bond vermoedt in het boek meteen dat hij Baltisch is.
- Goldfingers plan werd in de film veranderd om drie redenen. Ten eerste zou het weghalen van al het goud veel te veel tijd kosten. Ten tweede is het onwaarschijnlijk dat iedereen vergiftigd zal worden zonder enig alarm. Ten derde zou een nucleaire bom de kluis niet alleen openen maar ook vernietigen.
- In de film Austin Powers 3: Goldmember wordt hij gepersifleerd middels het personage Johann van der Smut, alias Goldmember.

### Goud
Goldfinger heeft enorm veel gouden spullen:
- Veel spullen zoals zijn auto zijn geel of goud.
- Zijn secretaresse is blond.
- Hij had ook een gouden kat (opgegeten door Oddjob).
- Hij heeft veel Koreanen in dienst vanwege hun huidskleur (in de film is dit niet letterlijk vermeld).
- In de film is zijn kleding meestal geel of goudkleurig.
- Goldfinger eet en drinkt zelfs goud: de maaltijd bestaat uit kaassoufflé en curry, met Piesporter Goldtröpfchen (witte wijn).
- Hij heeft een gouden revolver.